# Max von Brandt

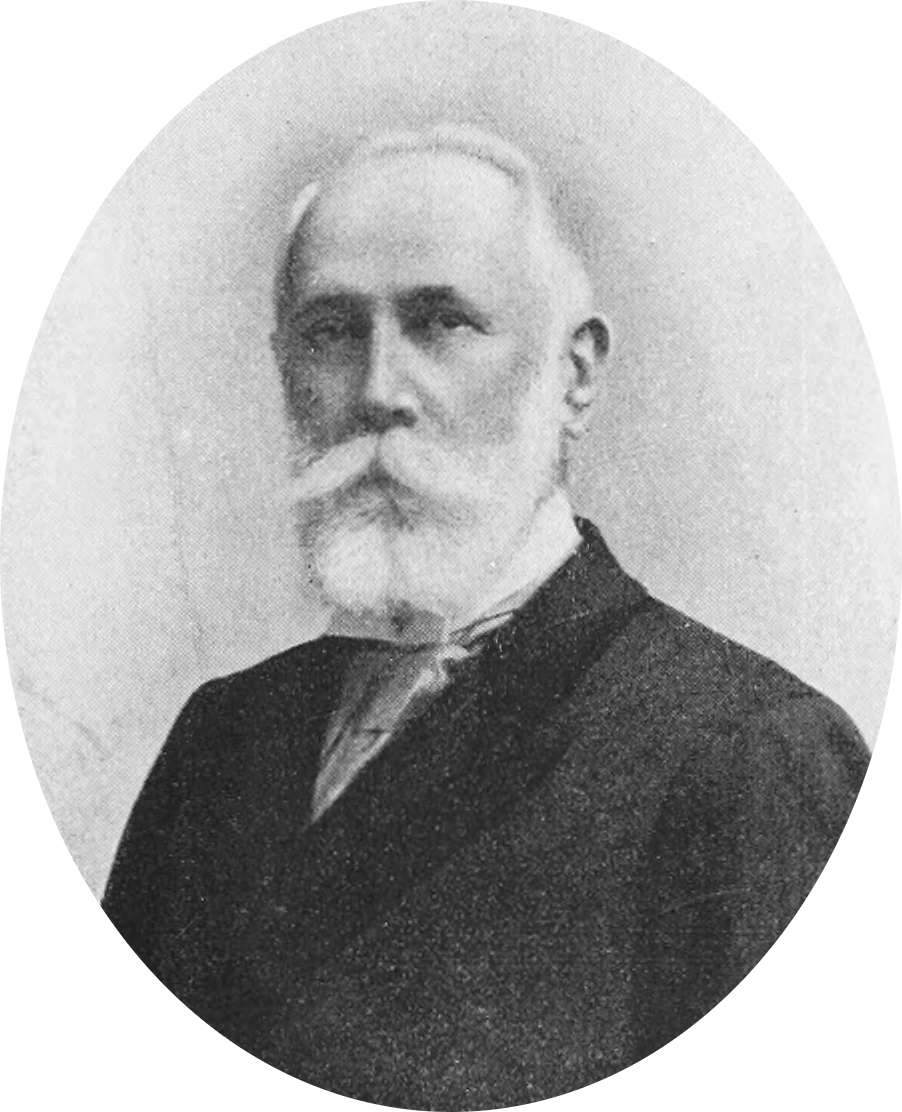
Max von Brandt (ca. 1901)

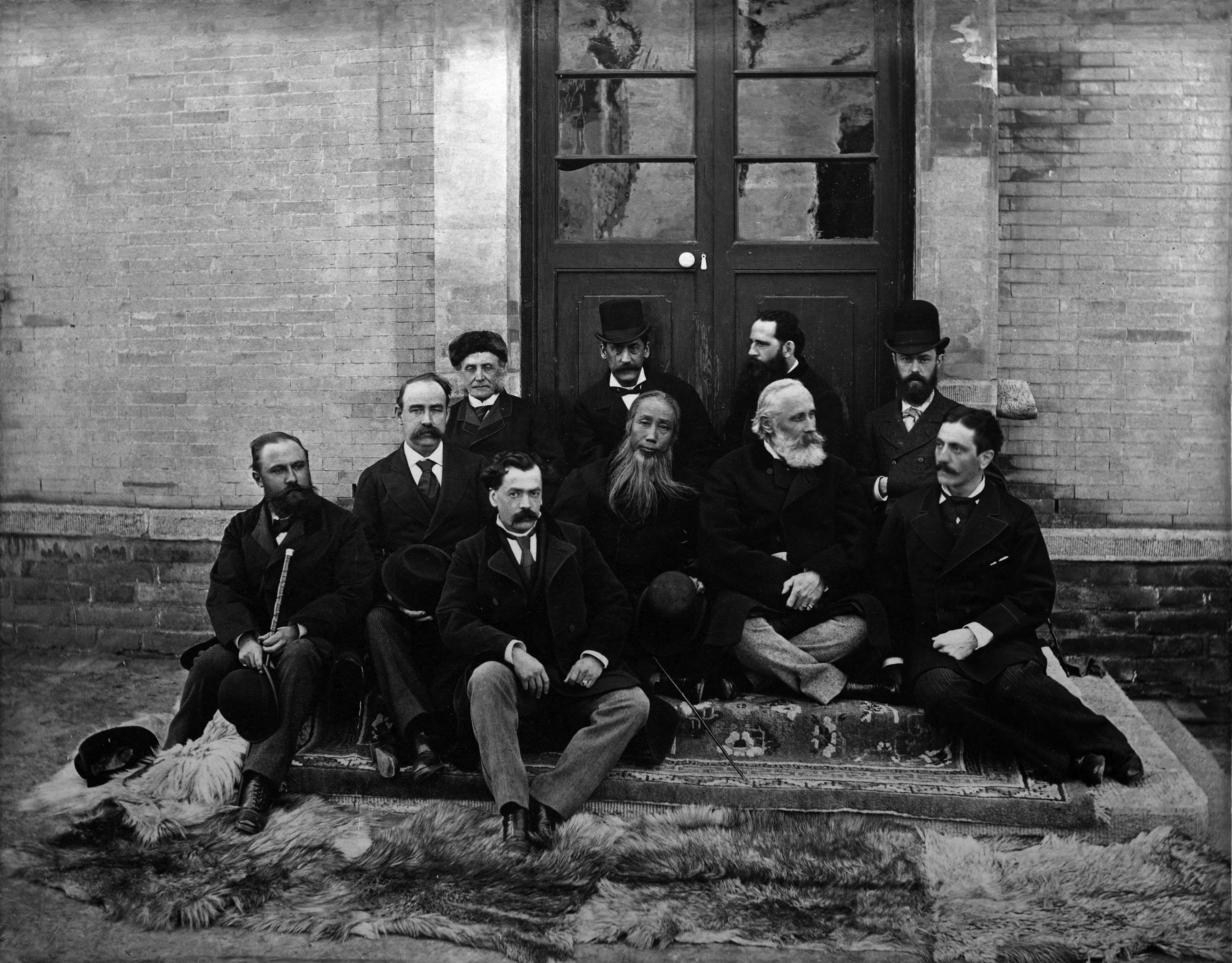
Ca. 1878

Maximilian August Scipio von Brandt (* 8. Oktober 1835 in Berlin; † 24. August 1920 in Weimar) war ein deutscher Diplomat, Ostasien-Experte und Publizist.

## Leben und Wirken
Max von Brandt war Sohn des preußischen Generals und Militärschriftstellers Heinrich von Brandt (1789–1868) und dessen Ehefrau Auguste, geborene Bettauer (1798–1883). Max’ Bruder Heinrich (wie ihr gemeinsamer Vater) war der erste Leiter des Nachrichtenbüros im preußischen Generalstab, das als erster deutscher Nachrichtendienst gilt. Max von Brandt wurde evangelisch getauft und besuchte das Französische Gymnasium in Berlin. Das Abitur legte er 1854 ab. Zunächst wurde er preußischer Offizier. 1860/61 nahm er als Attaché an der preußischen Expedition des Grafen zu Eulenburg nach Ostasien teil, die am 24. Januar 1861 zur Unterzeichnung eines Japanisch-Preußischen Handelsvertrages führte. Mit seiner Rückkehr im April 1862 wurde er ab Mai als Konsul des Norddeutschen Bundes in Japan eingesetzt und kümmerte sich anfangs um die Neueinrichtung der Dienstsitze in Yokohama und Edo. Am 1. Januar 1863 übernahm er die Geschäfte vor Ort. Brandt spielte neben den anderen westlichen Diplomaten Dirk de Graeff van Polsbroek, Townsend Harris, Rutherford Alcock und Gustave Duchesne, Prince de Bellecourt eine wichtige Rolle im Japan der 1850er und 1860er Jahre. Während des preußisch-österreichischen Krieges 1866 wurde er dort abgezogen und in der Verwaltung Mährens verwendet. Erst im Februar des Folgejahres kehrte er mit dem Charakter als Geschäftsträger zurück. Seit 1868 war der Sitz der Vertretung in Tokyo und ab Sommer von Brandt zum Generalkonsul ernannt worden. Eine erneute Aufwertung erfuhr er dadurch, dass er ab Dezember 1871 als deutscher Ministerresident fungierte. Von 1873 bis 1874 war er der erste Vorsitzende der  Deutschen Gesellschaft für Natur- und Völkerkunde Ostasiens (OAG). Seine Tätigkeit als Konsul endete in Tokyo im Februar 1875.
Nach dreizehn Jahren wechselte Max von Brandt nach China und übernahm am 1. März 1875 die Geschäfte 1875 als kaiserlich-deutscher Gesandter in China. 1882/83 schloss er ein Handels- und Freundschaftsabkommen mit Korea ab. Um zu einem besseren Verständnis der ostasiatischen Welt zu gelangen, studierte er vor Ort eingehend die Kultur und Geschichte Ostasiens. Aufgrund seiner guten Kenntnisse, seiner imposanten Persönlichkeit und seiner umgänglichen Art genoss er in der Pekinger Gesellschaft hohes Ansehen. In Peking war er außerdem viele Jahre Doyen des diplomatischen Korps. Als deutscher Diplomat betonte er die Gemeinsamkeit der europäischen Interessen gegenüber China. Auf Grund einer langwierigen Krankheit musste er 1883 für über ein Jahr seine Tätigkeit in Peking unterbrechen. Nach seiner Rückkehr wurde er im März 1886 zum Wirklich Geheimen Rat ernannt und erhielt das Prädikat Exzellenz. In seiner Amtszeit förderte er deutsche Handelsinteressen und war einer der Initiatoren zur Eröffnung der deutschen Postdampferlinie nach China sowie auch der Gründung der Deutsch-Asiatischen Bank im Februar 1889 in Shanghai. Das Ende seines Einsatzes in Peking war im April 1893. Kurz vorher wurde er bereits in den Ruhestand versetzt. Nach dieser Zeit wohnte er zuletzt in Weimar Cranachstraße 35.
Ab 1883 widmete Max von Brandt intensiv der publizistischen Arbeit. Seine vielbeachteten Abhandlungen und Sachbücher über Ostasien zählten zu den besten völkerkundlichen Beschreibungen, die zu seiner Zeit zur Verfügung standen. Seine erste Frau, eine gebürtige Wolff, starb 1891. Er heiratete am 15. April 1893 in Seoul die junge Miss Helen Maxima Heard (* 1868 in Hong Kong, † 1937) – auch genannt ‚Bébé‘ oder ‚Max‘ – die Tochter des US-amerikanischen Ministerresidenten und Generalkonsuls in Korea, Augustine Heard (* 1827, † 1905),  Aus seiner zweiten Ehe ging die Tochter Elizabeth hervor. Max von Brandt war auch ein Sammler ostasiatischer Kunst. Von China aus belieferte er ein Museum in Berlin mit ostasiatischen Kunstgegenständen.

## Werke
- Sprache und Schrift der Chinesen, Breslau, o. J. (ca. 1883) (41 Seiten).
- Aus dem Land des Zopfes – Plaudereien eines alten Chinesen, Leipzig 1884 (132 Seiten), 2. Aufl. 1898 (195 Seiten).
- Sittenbilder aus China – Mädchen und Frauen – Ein Beitrag zur Kenntnis des chinesischen Volkes, Stuttgart 1895 (87 Seiten), 2. Aufl. 1900.
- Die Zukunft Ostasiens – Ein Beitrag zur Geschichte und zum Verständnis der ostasiatischen Frage, Stuttgart 1895 (80 Seiten), 2. Aufl. 1903.
- Drei Jahre ostasiatische Politik 1894-97, Stuttgart 1897 (263 Seiten).
- Ostasiatische Fragen – China, Japan, Korea – Altes und Neues, Berlin 1897 (359 Seiten).
- Colonien- und Flottenfrage (Vortrag), Berlin 1897 (23 Seiten).
- Die politische und commerzielle Entwicklung Ostasiens während der jüngsten Zeit (Vortrag), Leipzig 1898 (24 Seiten).
- Die chinesische Philosophie und der Staats-Confucianismus, Stuttgart 1898 (121 Seiten).
- China und seine Handelsbeziehungen zum Ausland mit besonderer Berücksichtigung der deutschen (= Schriften der Centralstelle zur Vorbereitung von Handelsverträgen 5),  Berlin 1899.
- Industrielle und Eisenbahn-Unternehmungen in China (= Verhandlungen der Deutschen Kolonialgesellschaft 3/4), Berlin 1899.
- Zeitfragen – die Krisis in Südafrika – China – Commerzielles und Politisches – Colonialfragen, Berlin 1900 (394 Seiten).
- 33 Jahre in Ostasien – Erinnerungen eines deutschen Diplomaten, Leipzig 1901 (319 Seiten).
- Fremde Früchte – Sienkiewicz/Hearn/Kipling/Gorki, Stuttgart 1904.
- Die englische Kolonialpolitik und Kolonialverwaltung, Halle a. S. 1906.
- Der Gegensatz der Japaner und Nordamerikaner im Stillen Ozean. In: Zeitschrift für Socialwissenschaft Jg. 10, 1907, S. 160–165.
- George Bogle und Thomas Manning: Aus dem Lande der lebenden Buddhas. Die Erzählungen von der Mission George Bogle’s nach Tibet und Thomas Manning’s Reise nach Lhasa (1774 und 1812). Aus dem Englischen des Mr. Clements R. Markham. Übersetzt und bearbeitet von Wirkl. Geh. Rat Max von Brandt. Hamburg 1909.
- Der Chinese in der Öffentlichkeit und der Familie – Wie er sich selbst sieht und schildert – In 82 Zeichnungen nach chinesischen Originalen, Berlin, ca. 1910.
- China, Japan und Korea. In: Weltgeschichte (Hans Ferdinand Helmolt, Hrsg.), Bibliographisches Institut, Leipzig/Wien 1913, Band I.
- China und Japan jetzt und später, Leipzig 1914.
- Japan. Erinnerungen eines deutschen Diplomaten, Hamburg, Berlin, 1912 (Digitalisat in der Staatsbibliothek Berlin)